# Sarbinowo (gromada w powiecie gostyńskim)
Sarbinowo – dawna gromada, czyli najmniejsza jednostka podziału terytorialnego Polskiej Rzeczypospolitej Ludowej w latach 1954–1972.
Gromady, z gromadzkimi radami narodowymi (GRN) jako organami władzy najniższego stopnia na wsi, funkcjonowały od reformy reorganizującej administrację wiejską przeprowadzonej jesienią 1954 do momentu ich zniesienia z dniem 1 stycznia 1973, tym samym wypierając organizację gminną w latach 1954–1972.
Gromadę Sarbinowo z siedzibą GRN w Sarbinowie utworzono – jako jedną z 8759 gromad na obszarze Polski – w powiecie gostyńskim w woj. poznańskim, na mocy uchwały nr 20/54 WRN w Poznaniu z dnia 5 października 1954. W skład jednostki weszły obszary dotychczasowych gromad Przyborowo, Sarbinowo i Szurkowo ze zniesionej gminy Poniec oraz obszary dotychczasowych gromad Karzec i Ziemlin ze zniesionej gminy Krobia w tymże powiecie. Dla gromady ustalono 13 członków gromadzkiej rady narodowej.
Gromadę zniesiono 1 stycznia 1960, a jej obszar włączono do gromad: Krobia (miejscowości Karzec, Przyborowo i Ziemlin) i Poniec (miejscowości Sarbinowo, Szurkowo i Włostki) w tymże powiecie.